# Riche (Mozela)
Riche (niem. Reich) – miejscowość i gmina we Francji, w departamencie Mozela, w regionie Lotaryngia. Kościół Świętego Szczepana z XV wieku. Według danych na rok 2009 gminę zamieszkiwały 192 osoby.